# Odysseylana sirenkoi
Odysseylana sirenkoi là một loài chân đều trong họ Cirolanidae. Loài này được Malyutina miêu tả khoa học năm 1995.